# Rainer Gneiser
Rainer Gneiser (ur. 10 stycznia 1944 w Kluczborku, zm. 28 lipca 1964 w Poczdamie) – ofiara śmiertelna Muru Berlińskiego zmarła wskutek utonięcia w Haweli podczas próby ucieczki do Berlina Zachodniego.

## Życiorys i ucieczka
Po zakończeniu drugiej wojny światowej i przejęciu Śląska przez polską administrację rodzina Gneisera zmuszona została do opuszczenia rodzinnego miasta, wskutek czego trafiła do znajdującej się w Saksonii miejscowości Freiberg. Po ukończeniu dziesięcioklasowej szkoły Rainer Gneiser rozpoczął nauki rzemieślnicze. Na początku 1962 r. podjął pierwszą próbę ucieczki z NRD usiłując przedostać się na Zachód przez Morze Bałtyckie. Próba zakończyła się niepowodzeniem, w związku z czym został aresztowany i pod zarzutem próby nielegalnego opuszczenia kraju. 16 kwietnia tego samego roku skazany przez sąd powiatowy na karę dziesięciu miesięcy pozbawienia wolności. Po odbyciu kary powrócił do wcześniejszego miejsca zamieszkania nie rezygnując jednak z dalszych planów ucieczki. Jeszcze podczas nauki w szkole poznał Norberta Wolschta. Ten również pragnął opuścić NRD, w związku z czym od lata 1963 r. obaj rozpoczęli wdrażanie owych planów w życie, przygotowując się do ucieczki poprzez przedostanie się z Poczdamu przez wody Haweli do Berlina Zachodniego. W nocy 28 lipca 1964 r. obaj mężczyźni, wyposażeni w samodzielnie sporządzone kostiumy do nurkowania oraz urządzenia filtrujące zdecydowali się na ucieczkę.
Podczas gdy zwłoki Norberta Wolschta znaleziono jeszcze tego samego dnia, ustalając jako przyczynę śmierci wadliwe działanie urządzeń filtrujących, Rainer Gneiser wciąż jeszcze pozostawał uznany za zaginionego. Zwłoki jego znaleźli i wydobyli dopiero 5 sierpnia żołnierze wojsk granicznych patrolujący okolice Haweli w pobliżu dzielnicy Poczdamu Babelsberg. Przy denacie znaleziono oprócz kompasu, zegarka i latarki również zawinięte w wodoszczelny worek pieniądze i dokumenty, dzięki którym udało się zidentyfikować jego tożsamość.